# Medienboard Berlin-Brandenburg
Die Medienboard Berlin-Brandenburg GmbH ist ein staatliches Unternehmen für Filmförderung und New-Media-Förderung der deutschen Länder Berlin und Brandenburg und Ansprechpartner für Film- und Medienschaffende in Deutschlands Hauptstadtregion. Das Medienboard sorgt für die nationale und internationale Präsentation und Profilierung des Film- und Medienstandorts Berlin-Brandenburg, für aktuelle Standortinformationen, die länder- und branchenübergreifende Vernetzung der Film- und Medienwirtschaft und unterstützt die Ansiedlung von Film- und Medienunternehmen. Als medienbezogene Standortprojekte fördert das Medienboard Maßnahmen zur Entwicklung, Professionalisierung und Präsentation des Film- und Medienstandorts Berlin-Brandenburg.

## Geschichte
Die länderübergreifende GmbH wurde am 1. Januar 2004 mit dem Zusammenschluss von Filmboard und Medienbüro der beiden Länder gegründet und führte damit Filmförderung und Standortmarketing bundesweit erstmals in einem Haus zusammen. Sie verfügt über einen Förderetat von rund 40 Mio. Euro im Jahr. Gesellschafter sind je hälftig die Investitionsbanken der Länder Berlin (IBB) und Brandenburg (ILB).
Das Medienboard wird geleitet von Sarah Duve-Schmid und Helge Jürgens. Von 2004 bis 2025 verantwortete Kirsten Niehuus den Bereich Filmförderung. Geschäftsführerin für den Bereich Standortmarketing war von 2004 bis 2010 Petra Müller, die zum 1. September 2010 die Nachfolge von Michael Schmid-Ospach als Geschäftsführerin der Film- und Medienstiftung NRW antrat. Von 2010 bis 2015 war Elmar Giglinger Geschäftsführer des Bereichs Standortmarketing, seit 2017 heißt der Geschäftsbereich New-Media-Förderung.

## Geschäftsbereiche

### Filmförderung
Der Geschäftsbereich Filmförderung, seit Juni 2025 unter der Leitung von Sarah Duve-Schmid, verfügt über ein jährliches Budget von rund 28 Mio. Euro. Zu den Filmen, die das Medienboard gefördert hat, gehören die Bollywood-Produktion Don – The King is back mit Shah Rukh Khan, Inglourious Basterds von Quentin Tarantino, Das Leben der Anderen und Werk ohne Autor von Florian Henckel von Donnersmarck, Das weiße Band von Michael Haneke, Der Ghostwriter von Roman Polański, Der Vorleser von Stephen Daldry, Zwischen Welten von Feo Aladag, Oh Boy von Jan-Ole Gerster, Grand Budapest Hotel und The French Dispatch von Wes Anderson, Victoria von Sebastian Schipper, Undine von Christian Petzold, Traumfrauen von Anika Decker, Fack ju Göhte 1, 2 und 3 von Bora Dagtekin, Honig im Kopf, Keinohrhasen, Zweiohrküken und Conni & Co 2 von Til Schweiger, Toni Erdmann von Maren Ade, Systemsprenger von Nora Fingscheidt und 3 Engel für Charlie von Elizabeth Banks.
Gefördert werden deutsche und internationale Kinofilme in den Kategorien Development, Produktion (Spiel-, Dokumentar-, Animations- und Kurzfilm sowie Internationale Koproduktionen) sowie Verleih und Vertrieb (für die Herausbringung in Deutschland). Als eine der ersten deutschen Fördereinrichtungen unterstützt das Medienboard seit 2015 die Entwicklung und Produktion serieller TV-Formate und High-End-TV-Serien. Mit dieser Förderung ist es u. a. gelungen, die international renommierte US-Serie Homeland in die Hauptstadtregion zu holen.
Zu den geförderten Serien gehören auch 4 Blocks und Babylon Berlin. Das Medienboard fördert seit 2020 zudem die digitale Filmproduktion und virtuelle Bildgestaltung am Computer (VFX). Außerdem erkennt das Medienboard die Kosten für Grünes Drehen, also das umweltschonende und klimafreundliche Produzieren von Projekten, förderrechtlich an.
Eine Förderung durch das Medienboard setzt voraus, dass sich Produzenten zu Green Filming und Fair Pay verpflichten. Dabei sollen mindestens die Maßgaben der „Freiwilligen Selbstverpflichtung zur nachhaltigen Filmproduktion“ des Produzentenverbandes eingehalten werden.
Die Fördermittel des Medienboard sind bedingt rückzahlbare Darlehen und müssen vollständig in der Hauptstadtregion ausgegeben werden. Sie können mit anderen Förderungen kombiniert werden.

### New-Media-Förderung
Der Geschäftsbereich New-Media-Förderung (ehemals Standortentwicklung) wird seit Januar 2016 von Helge Jürgens geleitet und fördert die digitalen Wachstumsbranchen am Standort Berlin-Brandenburg. Mit dem Kern der New-Media-Förderung, der Förderung von „Innovativen Audiovisuellen Inhalten“ und seriellen Formaten, unterstützt das Medienboard die regionale Entwickler- und Produzentenszene und deren Projekte. 2022 förderte der Bereich mit insgesamt rund 6 Mio. Euro Projekte aus den Bereichen Games, Extended Reality und Innovative Audiovisuelle Formate sowie serielle Formate aus Fiction, Factual und Entertainment. Zu den geförderten Projekten gehören unter anderem die Serien MaPa, Wir sind jetzt, Für Umme und die mit dem Grimme-Preis ausgezeichneten Formate Haus Kummerveldt und Angemessen Angry. Der Geschäftsbereich fördert zudem preisgekrönte Computerspiele wie u. a. Dorfromantik, Through the Darkest of Times und Trüberbrook. Auch Veranstaltungen und Preisverleihungen für die Medienbranche, wie der Deutsche Computerspielpreis, gehören zum Förderportfolio des Medienboard.
Bis 2021 hat das Medienboard zusammen mit der Medienanstalt Berlin-Brandenburg und in Kooperation mit der re:publica den internationalen Medienkongress Media Convention Berlin veranstaltet. Daraus hervorgegangen ist der Media Summit im Rahmen der re:publica, den das Medienboard seit 2022 fördert.

## Creative Europe Desk Berlin-Brandenburg
Das an das Medienboard angegliederte Creative Europe Desk Berlin-Brandenburg ist eines von vier MEDIA-Informationsbüros in Deutschland und wichtiger Ansprechpartner für die Branche in allen Fragen zum Creative Europe Programm. Produzenten, Verleiher, Kinobetreiber, Festivals sowie andere Unternehmen der audiovisuellen Branche erhalten hier Informationen über MEDIA-Förderung und Unterstützung bei Anträgen in Brüssel. Das MEDIA Programm ist Teil des EU-Programms Creative Europe zur Förderung der Kreativ- und Kulturwirtschaft in Europa.

## Berlin Brandenburg Film Commission
Als eine Abteilung des Medienboard steht die Berlin Brandenburg Film Commission Film- und Medienmachern, die in der Hauptstadtregion drehen wollen, mit Rat und Tat zur Seite: Die bbfc hilft bei der Locationsuche, vermittelt Drehgenehmigungen und Kontakte zur regionalen Filmbranche. Außerdem hält die Film Commission eine umfangreiche und ständig aktualisierte Adress- und Motiv-Datenbank zur Film- und Medienregion Berlin-Brandenburg bereit.